# Rabenmühle
Rabenmühle ist ein Ortsteil der Stadt Rötz im Landkreis Cham des Regierungsbezirks Oberpfalz im Freistaat Bayern.

## Geografie
Rabenmühle liegt an der Staatsstraße 2150, 1,7 Kilometer südwestlich von Rötz. Südlich der Rabenmühle entspringt der Heudlbrunnen. Das Wasser für die Mühle liefert der Wolfsbach, der an den Südhängen des 626 Meter hohen Birkenberges südwestlich der Rabenmühle entspringt und dann nach Norden an der Rabenmühle vorbei Richtung Rötz fließt. Er mündet am Südwestrand von Rötz in die Schwarzach. Südöstlich der Rabenmühle erhebt sich der 538 Meter hohe Galgenberg und westlich der 569 Meter hohe Kühberg.

## Geschichte
Rabenmühle (auch: Rabenwirtsmühle) wurde 1808 im Zusammenhang mit der Bildung des Steuerdistrikts Rötz erstmals schriftlich erwähnt. Allerdings wird eine Mühle für Rötz schon seit 1622 verzeichnet. 1630 wird ein Stadtmüller aufgeführt. Es wird sich dabei wohl um die Rabenmühle gehandelt haben. Als 1762 Rötz in Drittel eingeteilt wurde, wurde die Mühle mit dem Stadtmüller dem dritten Drittel zugeordnet. 1792 wurde unter den Wirten von Rötz ausdrücklich der Rabenwirt genannt.
1808 wurde die Verordnung über das allgemeine Steuerprovisorium erlassen. Mit ihr wurde das Steuerwesen in Bayern neu geordnet und es wurden Steuerdistrikte gebildet. Dabei kam Rabenmühle zum Steuerdistrikt Rötz. Der Steuerdistrikt Rötz bestand aus dem Dorf Rötz und der Einöde Rabenmühle.
1818 wurden im Landgericht Waldmünchen Gemeinden gebildet. Dabei kam Rabenmuhle zur politischen Gemeinde Rötz. Zunächst bestand die Gemeinde Rötz nur aus Rabenmühle und Rötz. 1945 kamen die Ortschaften Bauhof, Berndorf, Eglshöf, Gmünd, Grub, Hetzmannsdorf, Schellhof und Trobelsdorf hinzu.
Rabenmühle gehört zur Pfarrei Rötz. 1997 hatte Rabenmühle 3 Katholiken.

## Einwohnerentwicklung ab 1838
| Jahr | Einwohner | Gebäude |
| ---- | --------- | ------- |
| 1838 | 16        | 1       |
| 1861 | 7         | 5       |
| 1871 | 6         | 4       |
| 1885 | 8         | 1       |
| 1900 | 4         | 1       |
| 1913 | 9         | 1       |

| Jahr | Einwohner | Gebäude |
| ---- | --------- | ------- |
| 1925 | 7         | 1       |
| 1950 | 8         | 1       |
| 1961 | 4         | 1       |
| 1970 | 4         | k. A.   |
| 1987 | 4         | 1       |
| 2011 | 3         | k. A.   |

## Tourismus
Durch Rabenmühle führen die Mountainbikewege MTB-Tour 8, 13 und 23 und der 660 Kilometer lange Goldsteig, der Burgenweg und ein Verbindungsweg für die europäischen Fernwanderwege E6 und E8.